# Lea Rädle
Lea Rädle (* 21. Januar 1993 in Hechingen) ist eine deutsche Fußballspielerin.

## Leben
Rädle schloss im Sommer 2012 ihr Abitur am Gymnasium Hechingen ab und entschied sich im Frühjahr 2013 für ein Studium am Citadel Military College of South Carolina.

### Fußballkarriere
Rädle startete ihre Karriere in der männlichen F-Jugend des FC Wessingen, bevor sie im Herbst 2004 in die D-Jugend des TSV Frommern wechselte. Es folgten vier Jahre in den Jugendteams des TSV Frommern, bevor im Sommer 2008 ein Wechsel in die B-Jugend des VfL Munderkingen folgte. Rädle blieb ein Jahr in Munderkingen, bevor sie in die A-Jugend des VfL Sindelfingen wechselte, dort rückte sie im Sommer 2010 in die Seniorenmannschaft auf. In Sindelfingen spielte sie ihr Debüt am 15. August 2010 gegen den TSG 1899 Hoffenheim in der 2. Bundesliga Süd. Nachdem sie in zwei Spielzeiten in 34 Spielen zum Einsatz gekommen war, erreichte sie mit dem VfL 2012 den Aufstieg in die Frauen-Bundesliga, wo sie am 28. Oktober 2012 gegen SC 07 Bad Neuenahr ihr Bundesliga-Debüt feierte. Rädle kam in der Saison 2012/2013 in 13 Bundesligaspielen zum Einsatz, bevor sie sich im Herbst 2013 für ein Studium am Citadel Military College of South Carolina entschied. In Charleston, South Carolina spielte sie im Citadel Bulldogs Women Soccer Team des Colleges. Rädle hielt sich seit Ende November 2016 in der 2. Mannschaft des SC Freiburg fit. Seit Anfang Oktober gehört sie dem dortigen Zweitliga-Kader an.